# 8월 26일
8월 26일은 그레고리력으로 238번째(윤년일 경우 239번째) 날에 해당한다.

## 사건
- 1071년 - 만지케르트 전투에서 동로마 제국군이 셀주크 제국군에게 대패하다.
- 1346년 - 에드워드 3세가 이끄는 영국군이 필리프 6세가 이끄는 프랑스군을 크레시 전투에서 격파하다.
- 1392년 - 조선, 제1차 왕자의 난이 발생.
- 1789년 - 프랑스 혁명: 인간 및 시민의 권리 선언이 국민의회에서 채택되다.
- 1883년 - 크라카토아 화산이 폭발하였다.
- 1908년 - 일본, 조선 수탈위한 동양척식주식회사법 공포.
- 1914년 - 제1차 세계 대전: 독일 제국과 러시아 제국, 타넨베르크 전투 개시.
- 1916년 - 제1차 세계 대전: 이탈리아 왕국, 독일 제국에 선전포고
- 1920년 - 미국, 여성참정권 인정.
- 1955년 - 대한민국, 국제통화기금(IMF)과 국제개발은행(IBRD)에 가입하다.
- 1957년 - 소비에트 연방, 대륙간탄도미사일(ICBM) 실험에 성공.
- 1965년 - 대한민국 정부, 한일협정 반대시위 확산되자 서울에 위수령(衛戍令) 발동.
- 1975년 - 북한군 2명이 군사 분계선 남방 50미터 지점에서 자유의 마을 주민 김세연을 납치하였다.
- 1978년 - 교황 요한 바오로 1세, 263대 로마 교황 취임.
- 1981년 - 미국의 태양계 탐사선 보이저 2호가 토성을 통과하다.
- 1985년 - 대한적십자사 대표단, 제9차 남북적십자회담 참석위해 평양 도착되었다.
- 1987년 - 대한민국 제일제당, B형 만성간염 치료제 국내최초로 개발.
- 1996년 - 서울지방법원이 전두환, 노태우 두 전직대통령에게 반란·내란수괴죄 등으로 사형과 무기징역을 선고했다.
- 1997년 - 미국 국무부, 장승길 이집트 주재 조선민주주의인민공화국 대사 미국 망명 허용.
- 1999년 - 대한민국 대우 채권금융기관 대우그룹 12개 계열사 워크아웃 결정.
- 2002년 - 대한민국 국회, 장대환 총리서리에 대한 인사청문회 개최.
- 2011년 - 일본, 간 나오토 총리가 사임함.

## 문화
- 1926년 - 이탈리아의 축구 클럽 ACF 피오렌티나가 창단되었다.
- 1993년 - 일본 레인보우 브리지가 개통되었다.
- 2013년 - 대한민국 경상남도 창원시에 있는 TBN 경남교통방송 개국일이다.
- 2015년 - 대한항공이 보잉 747-8I를 국내최초로 도입하였다.
- 2016년 - SBS TV의 예능 프로그램 '미운 우리 새끼'가 첫방송을 개시하였다.
- 2020년 - SBS의 본격연예 한밤이 25년 만에 종영되었다.

## 탄생
- 1668년 - 중국 청나라 군주 강희제의 측실 각혜황귀비. (~1743년)
- 1743년 - 프랑스의 화학자 앙투안 라부아지에. (~1794년)
- 1811년 - 미국의 정치인 윌리엄 C. 커즌스. (~1876년)
- 1880년 - 프랑스의 시인 기욤 아폴리네르. (~1918년)
- 1881년 - 대한제국의 독립운동가 박용만. (~1928년)
- 1897년 - 대한민국의 4대 대통령 윤보선. (~1990년)
- 1910년 - 알바니아계의 로마 가톨릭 수녀 테레사 수녀. (~1997년)
- 1912년 - 영국의 슈퍼센티네리언 존 티니스우드. (~2024년)
- 1918년 - 미국의 수학자 캐서린 존슨. (~2020년)
- 1920년 - 대한민국의 교육자 김준엽. (~2011년)
- 1928년 - 대한민국의 비전향장기수 류락진. (~2005년)
- 1929년 - 스웨덴의 디자이너 일리스 룬드그렌. (~2016년)
- 1931년 - 대한민국의 국어학자 김완진. (~2023년)
- 1932년 - 미국의 우주비행사 조 엥글. (~2024년)
- 1935년 - 미국의 정치인 제럴딘 페라로. (~2011년)
- 1936년
  - 대한민국의 기자 김영희. (~2020년)
  - 영국의 명예교수 베네딕트 앤더슨. (~2015년)
- 1937년 - 소련의 정치인 겐나디 야나예프. (~2010년)
- 1938년 - 이탈리아의 자동차 디자이너 마르첼로 간디니. (~2024년)
- 1940년 - 미국의 성우 돈 라폰테인. (~2008년)
- 1948년 - 미국의 기업 겸 투자가 로버트 트럼프. (~2020년)
- 1951년 - 미국의 물리학자 에드워드 위튼.
- 1952년 - 대한민국의 기업인 안경수.
- 1953년 - 탄자니아의 정치인 에드워드 로와사. (~2024년)
- 1955년 - 대한민국의 공무원, 정치인 허성곤.
- 1957년 - 일본의 성우 난바 케이이치.
- 1958년
  - 대한민국의 전 정치인, 사회운동가 김종문.
  - 이탈리아의 좌익 정치인, 성소수자 운동가 니키 벤돌라.
- 1963년
  - 대한민국의 배우 이기영.
  - 대한민국의 법조 출신 정치인 김남근.
  - 중국의 가수 류환.
- 1968년 - 대한민국의 정치인 배진교.
- 1970년 - 미국의 배우, 희극인 멀리사 매카시.
- 1971년 - 일본의 전 축구 선수 사카모토 다케히사.
- 1975년 - 대한민국의 드라이버 선수 조항우.
- 1976년 - 스페인의 가수 아마이아 몬테이로.
- 1977년 - 일본의 성우 치바 사에코.
- 1978년 - 대한민국의 기자 임재성.
- 1980년 - 미국의 배우 매콜리 컬킨.
- 1981년 - 그리스의 축구 선수 방겔리스 모라스.
- 1982년
  - 대한민국의 배우 이엘.
  - 러시아의 방송 일리야 벨랴코프.
- 1983년 - 일본의 야구 선수 이마에 도시아키.
- 1984년
  - 대한민국의 희극인 유인석.
  - 대한민국의 야구 선수 최진호.
- 1985년
  - 대한민국의 야구 선수 이용규 (한화 이글스).
  - 대한민국의 가수 황바울.
- 1986년
  - 미국의 힙합 가수 빅 K.R.I.T..
  - 대한민국의 가수 모아.
- 1987년
  - 대한민국의 배우 은가은.
  - 대한민국의 배우 이범훈.
  - 대한민국의 안무가, 댄서 허니제이.
- 1988년
  - 대한민국의 축구 선수 김수진.
  - 대한민국의 헤어디자이너 규리.
- 1989년
  - 미국의 농구 선수 제임스 하든.
  - 대한민국의 연극배우 박수아.
- 1990년
  - 대한민국의 야구 선수 허경민.
  - 네덜란드의 축구 선수 만디 판 덴 베르흐.
- 1991년
  - 대한민국의 가수 김민석.
  - 대한민국의 축구 선수 박성준.
  - 미국의 배우 딜런 오브라이언.
- 1992년
  - 일본의 가수, 배우 시게오카 다이키.
  - 대한민국의 배구 선수 황승빈.
- 1993년 - 대한민국의 아프리카TV, 유튜버 박소은. (~2020년)
- 1994년
  - 대한민국의 래퍼 예지 (피에스타).
  - 대한민국의 가수 송단아 (뉴에프오).
  - 조선민주주의인민공화국의 권투 선수 방철미.
- 1995년 - 중국의 가수, 배우 우저한.
- 1996년
  - 대한민국의 컬링 선수 설예지.
  - 대한민국의 컬링 선수 설예은.
- 1997년
  - 대한민국의 배우 김단아.
  - 대한민국의 축구 선수 이진현.
- 1998년
  - 대한민국의 래퍼 소연 ((여자)아이들).
  - 대한민국의 가수 환웅 (원어스)
  - 대한민국의 가수 김승주.
  - 대한민국의 가수 김모노.
- 1999년
  - 대한민국의 가수 채정 (엘리스).
  - 대한민국의 가수 서성혁 (TAN).
  - 일본의 아이돌 이치카와 마나미. (AKB48)
- 2000년
  - 대한민국의 배우 박자윤.
  - 대한민국의 야구 선수 이승민.
- 2002년 - 미국의 래퍼 릴 테카.
- 2003년
  - 일본의 배우 하라 나노카.
  - 미국의 배우 엠마 레인 라일.
- 2007년 - 일본의 배우 타카시마 코토하.
- 2008년 - 일본의 스케이트보드 선수 히라키 고코나.
- 2009년 - 대한민국의 아역배우 허율.
- 2011년 - 대한민국의 아역 배우, 모델 김효경.

### 미상
- 대한민국의 前 가수 이혁 (노라조).
- 대한민국의 가수 송하정.

## 사망
- 1910년 - 미국의 철학자, 심리학자 윌리엄 제임스. (1842년~)
- 1926년 - 대한민국의 작가, 소설가 나도향. (1902년~)
- 1962년 - 캐나다의 탐험가 빌햐울뮈르 스테파운손. (1879년~)
- 1974년 - 미국의 비행기 조종사 찰스 린드버그. (1902년~)
- 1985년 - 중화민국의 학자 장치윈. (1901년~)
- 1987년 - 미국의 영화감독 존 휴스턴. (1906년~)
- 1998년 - 대한민국의 기업인 최종현. (1929년~)
- 2002년 - 대한민국의 지휘자 임원식. (1919년~)
- 2004년 - 미국의 가수 로라 브래니건. (1952년~)
- 2016년 - 대한민국의 기업인 이인원. (1947년~)
- 2020년 - 일본의 천문학자 고이시카와 마사히로. (1952년~)
- 2023년
  - 대한민국의 기업인 김석원. (1945년~)
  - 미국의 방송인 밥 바커. (1923년~)
- 2024년
  - 스웨덴의 축구 선수 스벤예란 에릭손. (1948년~)
  - 이집트의 법학자 나빌 엘아라비. (1935년~)
  - 미국의 프로레슬링 선수 시드 유디. (1960년~)

## 기념일
- 여성 평등의 날 ( 女性 平等의 날 , Women's Equality Day ) : 미국

## 같이 보기
- 전날: 8월 25일 다음날: 8월 27일 - 전달: 7월 26일 다음달: 9월 26일
- 음력: 8월 26일
- 모두 보기